# Кампу-дас-Вертентіс (мезорегіон)
Кампу-дас-Вертентіс (порт. Mesorregião do Campo das Vertentes) — один із дванадцяти мезорегіонів бразильського штату Мінас-Жерайс. Мезорегіон сформований із 36 муніципалітетів об'єднаних у трьох мікрорегіонах: Лаврас, Барбасена та Сан-Жуан-дел-Рей. Населення становить 546 007 чоловік на 2006 рік. Займає площу 12 563,667 км². Густота населення — 43,5 чол./км².

## Склад мезорегіону
В мезорегіон входять наступні мікрорегіони:
1. Барбасена
2. Лаврас
3. Сан-Жуан-дел-Рей